# Tricyphona macateei
Tricyphona macateei är en tvåvingeart som beskrevs av Alexander 1919. Tricyphona macateei ingår i släktet Tricyphona och familjen hårögonharkrankar. Inga underarter finns listade i Catalogue of Life.